# Echium asperrimum
La bolenga o alcança (Echium asperrimum) és una planta biennal de la família de les boraginàcies nativa del mediterrani occidental. Equium prové del vocable llatí echie que significa escurçó, perquè les 4 parts fruit recorden a la forma triangular del cap d'este animal. asperrium significa rugós o punxós degut a la gran quantitat de pilositat que recobreix la planta.

## Descripció
Hemicriptòfit amb setes rígides llargues abundants i setes curtes retrorses. Tiges de fins a 1 m, erectes i fortament ramificades. Fulles basals estretament el·líptiques o oblanceolades, amb un pecíol molt curt de fins a 30 cm de llarg. Inflorescència paniculada i molt ramificada, amb les rames bassals més llargues per això té forma piramidal. Bràctees tan llargues o un poc més que el calze, i estretament lanceolades. Corol·la de 13-18 mm. Flor lleugerament zigomorfa, pilosa i rosàcia, amb els lòbuls ben marcats. L'androceu està format per 5 estams. Floració a finals de primavera, de maig a juliol. El fruit és una núcula amb una quilla dorsal, una altra ventral i dues laterals, grosses i irregularment tuberculades, de color bru. Nombre cromosòmic 2n = 14.

## Hàbitat i distribució
Es troba en marges de cultius, guarets, pastures seques, pedregars, cunetes i vores de camins, en substrat bàsic (margues, calcària i guix). Entre 300 i 1000 msnm. S'ha localitzat a Itàlia, Sud de França, Península Ibèrica i a les Illes Balears. Es troba per tot el territori dels Països Catalans.